# Villapourçon
Villapourçon – miejscowość i gmina we Francji, w regionie Burgundia-Franche-Comté, w departamencie Nièvre.
Według danych na rok 1990 gminę zamieszkiwały 573 osoby, a gęstość zaludnienia wynosiła 11 osób/km² (wśród 2044 gmin Burgundii Villapourçon plasuje się na 408. miejscu pod względem liczby ludności, natomiast pod względem powierzchni na miejscu 23.).